# لادا نادژدا
لادا نادژدا (Lada Nadezhda) خودرویی است که در سال‌های ۱۹۹۸–۲۰۰۷تولید شده‌است.
این خودرو در کلاس مینی‌ون قرار گرفته، طراحی آن موتور جلو و خودرو محور جلو بوده است. سیستم جعبه‌دندهٔ آن ۵ دنده به صورت دستی است.

## نگارخانه

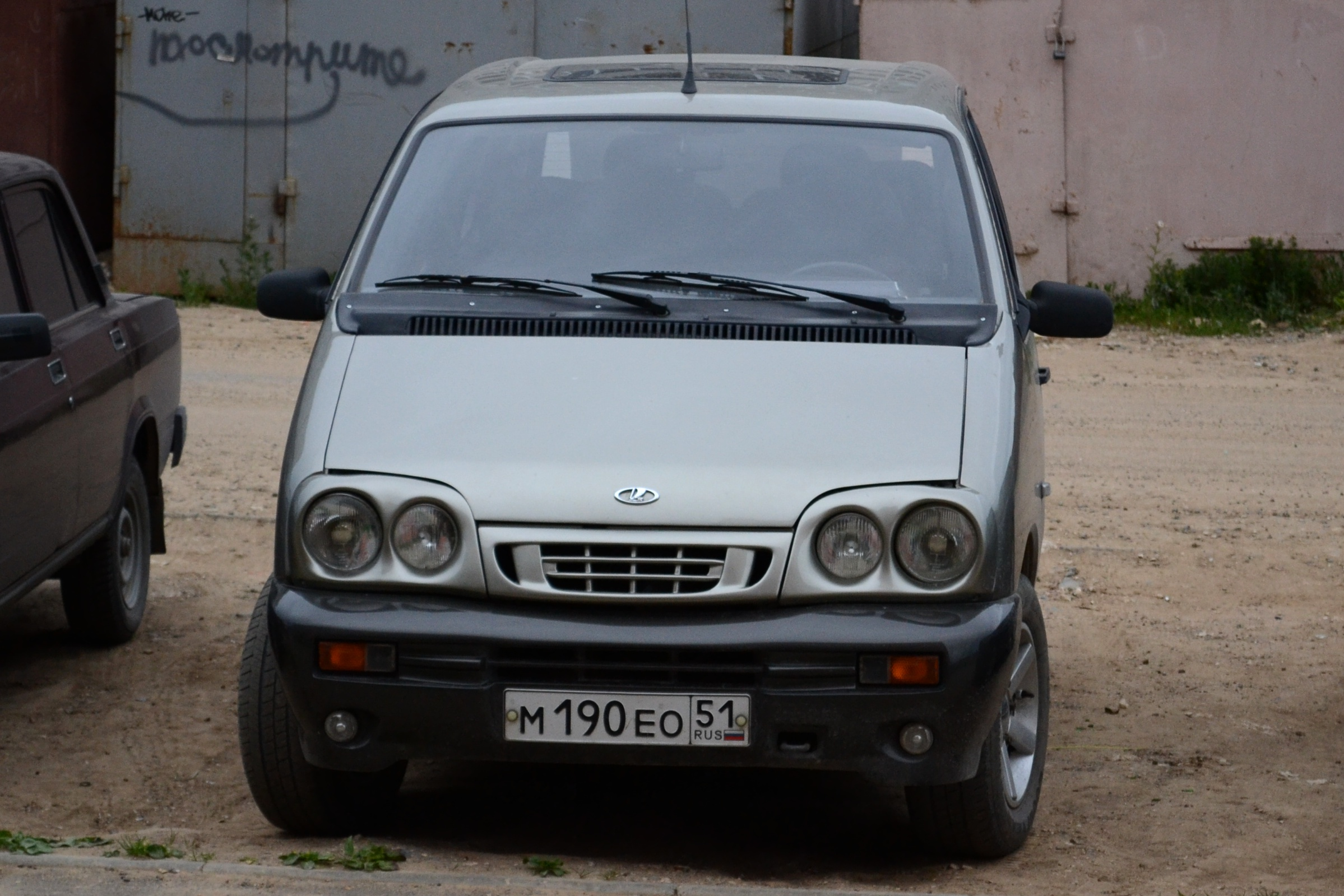
Lada Nadezhda
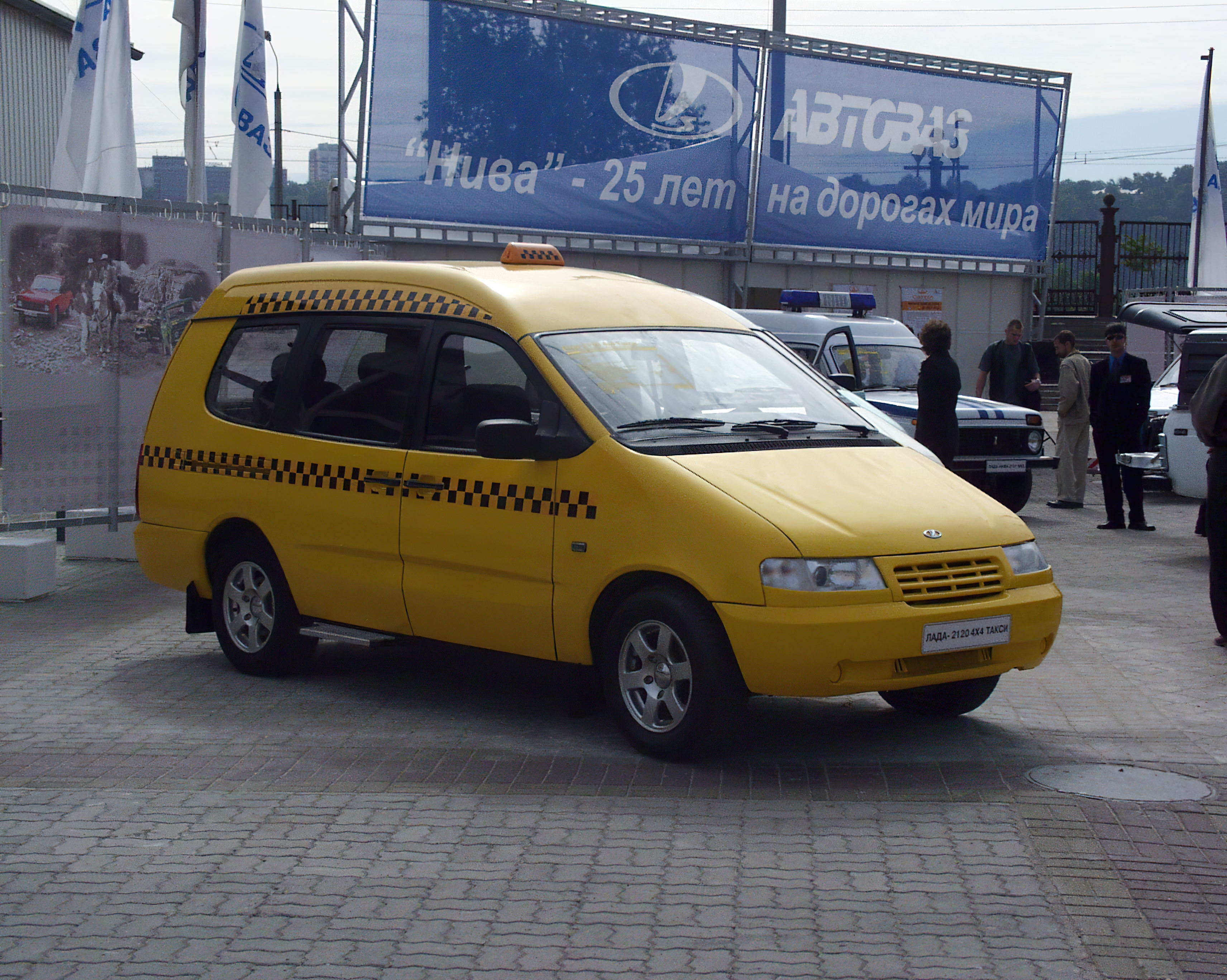
Lada Nadezha Taxi
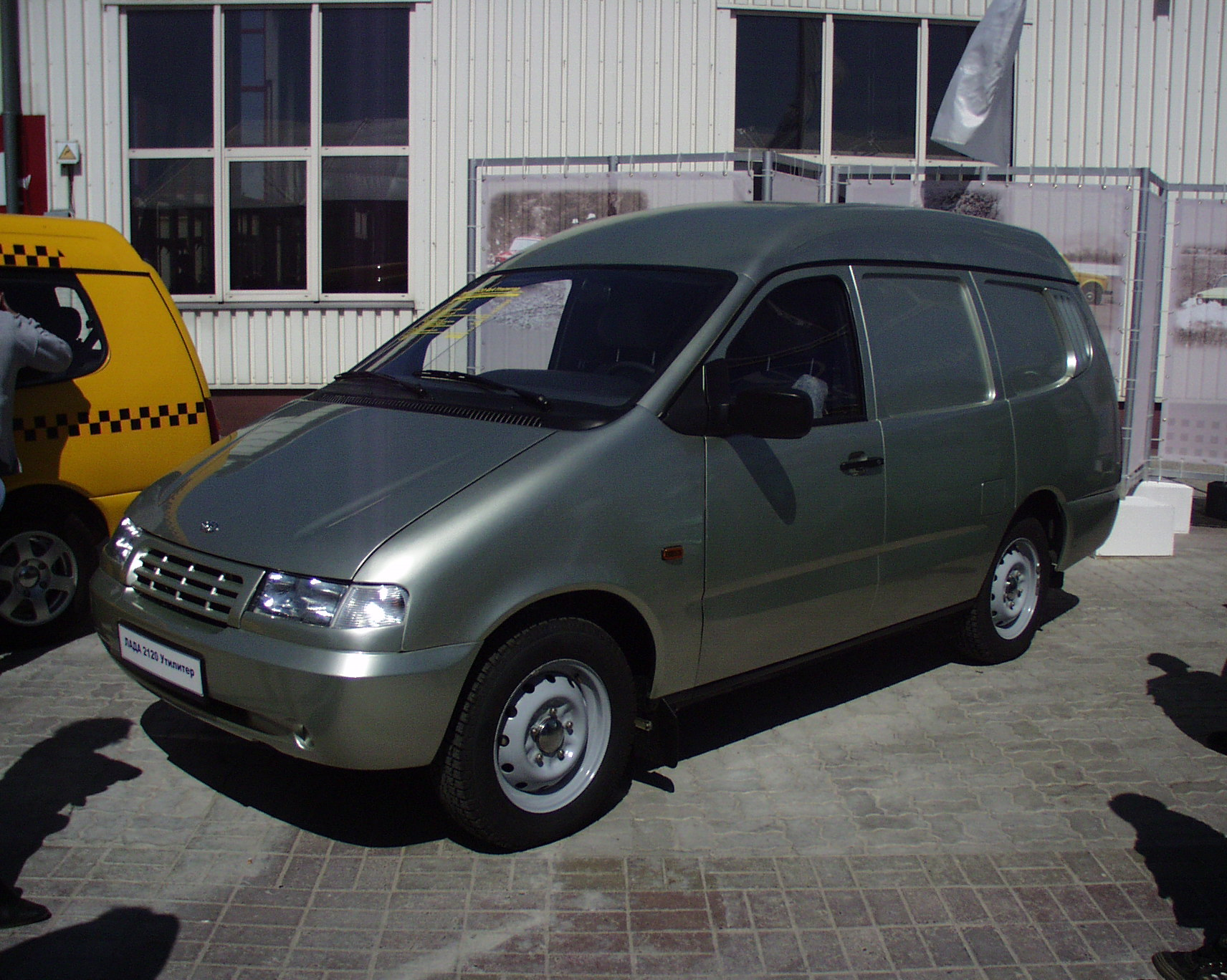
Lada Nadezha Utiliter